# Faro de La Isleta
El faro de La Isleta es un faro emplazado sobre la península de La Isleta (Las Palmas de Gran Canaria), en la isla de Gran Canaria (Islas Canarias, España), que se encarga de balizar para la navegación marítima el extremo noreste de la isla y la franja de litoral que abarca desde la zona cubierta por el faro de Punta Sardina, al oeste, y el faro de la Punta de Melenara, ubicado al sur.  Se alza en lo alto de un edificio de servicios de planta rectangular y dos alturas y sobre la base de una torre cónica, alcanzando el conjunto unos 10 metros de altura. 

## Descripción
La linterna es una cúpula de cristal de 3,5 metros de diámetro. Dentro de ella se albergan las ópticas, los reflectores y dos lámparas: una principal, de descarga de 400 vatios y otra de reserva, halógena que cuenta con 1000 vatios de potencia. Ambas lámparas emiten una luz de color blanco a razón de un grupo de 3 destellos cortos seguidos de uno largo con una frecuencia 3+1 de 20 segundos entre grupos. Los destellos tienen un alcance máximo de 21 millas náuticas. También funciona como aerofaro.
El faro y su núcleo de servicios se encuentran enclavados en la montaña del Faro, a 249 m s. n. m., uno de los tres conos volcánicos principales que forman la península de La Isleta, al noreste de la isla de Gran Canaria y de su ciudad capital, Las Palmas de Gran Canaria. La importancia de este faro radica en que sirve como orientación en la aproximación al Puerto de La Luz y de Las Palmas, que se extiende a sus pies, uno de los más importantes centros portuarios del Atlántico y primero en orden de tráfico y carga de los del Archipiélago Canario. Su historia forma parte de la intrahistoria del Puerto de La Luz, pues su entrada en funcionamiento tuvo lugar a finales de julio de 1865.
Se encuentra totalmente automatizado y funciona mediante energía eléctrica convencional conectado a la red pública. Dispone de dependencias anexas en el edificio sobre el que se yergue. En él se encuentran las diferentes dependencias, almacenes y cuarto de que disponía el farero; así como dos grupos electrógenos y las correspondientes baterías para garantizar el funcionamiento en caso de desconexión o fallo en la red eléctrica.
Junto a él se levantan varios repetidores de telecomunicaciones y radio en frecuencia UHF y VHF, estos últimos propiedad de la Unión de Radioaficionados Españoles (URE). Las montañas de la península de La Isleta y su faro forman parte de la fisonomía característica de la ciudad de Las Palmas de Gran Canaria.